# Srečko Kovačič
Srečko Kovačič, slovenski klarinetist, * 13. maj 1950, Studenice.
Kot prvega učitelja klarineta lahko pri Srečku zapišemo prof. Vicka Padovana. Po selitvi v Maribor se je vpisal na nižjo glasbeno šolo v Mariboru k prof. Stobru. Šolanje je nadaljeval na Srednji glasbeni in baletni šoli v Mariboru pri Ladu Berglezu in na Akademiji za glasbo v Ljubljani pri prof. Mihi Gunzku. Od leta 1969 je solo klarinetist orkestra Opere in baleta SNG Maribor in Mariborske filharmonije. Kot solist in kot član najrazličnejših komornih zasedb je koncertiral doma in gostoval po Evropi. Tako v orkestralnih kot v komornih zasedbah in solistično je veliko snemal za domače in tuje radio-televizijske hiše. Na bogati, tri desetletja trajajoči glasbeni poti, so ga pritegnile različne glasbene zvrsti. Od narodno zabavne glasbe, jazza do vodenja pihalnih orkestrov. Tako je kot dirigent Pihalnega orkestra železarjev Ravne dosegel izjemen uspeh (zlata medalja s pohvalo) na Svetovnem prvenstvu Pihalnih orkestrov na Nizozemskem.
Za umetniške dosežke in prispevek na področju kulture je prejel zlato priznanje Prežihovega Voranca.